# Nihon Bijutsuin
Das Nihon Bijutsuin (japanisch 公益財団法人日本美術院; englisch: „Japan Art Academy“, wörtlich „Japanisches Kunstinstitut“) wurde 1898 als private Ausbildungsstätte für Kunst in Tokio von Okakura Kakuzō gegründet. Nach seinem Tode 1913 wurde die Einrichtung ab 1914 weitergeführt, später als Archiv und als Ausstellungsveranstalter neu organisiert. In dieser Form ist das Nihon Bijutsuin auch heute noch als gemeinnützige Stiftung aktiv.

## Geschichte
Okakura Kakuzō, seit 1891 Direktor der zwei Jahre zuvor gegründeten staatlichen Ausbildungsstätte für Kunst, der Tōkyō Bijutsu Gakkō (Vorläufer der Universität der Künste Tokio), geriet nach einigen Jahren in einen Streit um die Ausrichtung der Ausbildungsstätte. Schließlich reichte er im Jahr 1898 seinen Rücktritt ein und schied aus. Mit ihm verließen daraufhin auch die Lehrer Hashimoto Gahō, Rokkaku Shisui (1868–1950), Yokoyama Taikan, Shimomura Kanzan, Terasaki Kōgyō (1866–1919), Kobori Tomoto (1864–1931), Hishida Shunso, Saigō Kogetsu (西郷孤月; 1873–1912) und andere die Schule.
Okakura organisierte nun den Bau einer eigenen Ausbildungsstätte im Stadtteil Yanaka am Daizen-ji. Der Maler Ikuo Hirayama (1930–2009) hat den Einzug der Maler in die neue Schule mit Okakura auf einem Rappen reitend und begleitet von seinen Anhängern posthum auf einem Bild festgehalten. Nach Arbeitsaufnahme stellte die Schule innerhalb der Nihon gaka kyōkai (日本画家協会) zweimal – im Frühling und im Herbst – aus, war im Herbst 1900 sogar sehr erfolgreich.
Es gab aber allmählich interne Auseinandersetzungen: die älteren Maler strebten eine leichte Modernisierung alter japanischer Kunstwahrnehmung und alter Malweise an, die jüngeren wollten sich stärker von der traditionellen Malerei lösen. Dann wurde auch das Geld knapp, so das schließlich die Schule in Yanaka aufgegeben werden musste.
Okakura stellte dann 1905 sein Wochenendhaus an der Izura Küste (五浦海岸) in der Präfektur Ibaraki zur Verfügung, in das 1906 eine erste Gruppe von Malern einzog. Okakura hatte zur selben Zeit im Boston Museum of Fine Arts die Nachfolge von Fenollosa übernommen und begann zwischen Boston und Japan hin- und herzureisen, so dass sein Interesse am Bijutsuin abnahm und schließlich fast ganz aufhörte, als er zum Direktor der Ostasienabteilung in Boston ernannt wurde.
Okakuras Tod 1913 brachte das Ende des Bijutsuin. 1914 wurde die Einrichtung durch Yokoyama und Shimura, die mit der vom Kultusministerium organisierten jährlichen Ausstellung unzufrieden waren, wiederbelebt, die wieder in Yanaka eine Ausbildungsstätte gründeten. 1920 erweiterte man das Bijutsuin um die Abteilungen Japanische Bildhauerkunst und Malerei im westlichen Stil (Yōga). Diese beiden Abteilungen wurden 1960 aufgegeben, so dass sich das Nihon Bijutsuin ausschließlich der Malerei im japanischen Stil Nihonga widmet, allerdings nun ausschließlich als Organisator für regelmäßige Ausstellung, „Nihon bijutsuin tenrankai“, in Kurzform Inten (院展), genannt werden.
Das hundertjährige Bestehen wurde 1998 mit einer großen Ausstellung gefeiert und mit Büchern zur Geschichte begleitet.

## Die jährlichen Ausstellungen – Inten
Die vom Bijutsuin ausgerichtete Ausstellung Inten setzt sie sich aus zwei Teilen zusammen: aus der Allgemeinen Sektion, in der unabhängig von einer Zugehörigkeit breit Werke eingeworben, nach einer Jurierung angenommen und ausgestellt werden, und aus der Sektion der Dōjin (同人, Mitglieder), in der ohne Jurierung ausgestellt wird. Eine öffentliche Ausschreibung findet nur in ersterer, der Allgemeinen Sektion, statt. Gegenwärtig veranstaltet das Bijutsuin jährlich ab der zweiten Märzhälfte die Frühjahrsausstellung, die, beginnend in Tōkyō, bis Ende Juli an insgesamt acht Orten in Japan veranstaltet wird. – Im Herbst folgt dann die jährliche Hauptausstellung, ebenfalls in Tōkyō beginnend. Sie wird anschließend an 13 Orten in Japan gezeigt. Diese Ausstellungsreihe endet im folgenden Jahr in der ersten Aprilhälfte. Auf der Frühling-Ausstellung werden kleinere Bilder gezeigt, auf der Herbst-Ausstellung auch große Formate.

## Frühere Beteiligung an Ausstellungen im Ausland
- 1930 Rom „日本美術展覧会 – Esposizone d'arte giapponese“
- Berlin: Hier fand – angeregt vom ehemaligen Botschafter in Japan, Wilhelm Solf – vom 17. Januar 1931 bis 28. Februar 1931 eine „Ausstellung von Werken lebender japanischer Maler“ in den Räumen der Preußischen Akademie der Künste statt, auf der Werke von über 140 Nihonga-Künstlern gezeigt wurden, darunter auch von Künstlern, die zum Nihon Bijutsuin gehörten.
- 1937/37 USA, Boston.

## Absolventen
Folgende Auswahl wird in einem Katalog von 1998 angegeben:

### Absolventen Nihonga
- Arai Hirokata (荒井 寛方; 1878–1945)
- Arai Katsutoshi (新井 勝利; 1895–1972)
- Fudeya Tōkan (筆谷 等観; 1875–1950)
- Gōkura Senjin (郷倉 千靱; 1892–1975)
- Hashimoto Eihō (橋本 永邦; 1886–1944)
- Hashimoto Gahō (橋本 雅邦; 1835–1908)
- Hashimoto Seisui (橋本 静水; 1976–1943)
- Hayami Gyoshū (速水 御舟; 1894–1935)
- Hishida Shunsō (菱田 春草; 1874–1911)
- Imamura Shikō (今村 紫紅; 1880–1916)
- Kajita Hanko (梶田 判古; 1870–1917)
- Kanō Hōgai (狩野 芳崖; 1828–1888)
- Katayama Nampū (堅山 南風; 1887–1980)
- Kawabata Gyokushō (川端 玉章; 1842–1913)
- Kawabata Ryūshi (川端 龍子; 1885–1966)
- Kawai Gyokudō (川合 玉堂; 1873–1957)
- Kimura Buzan (木村 武山; 1876–1942)
- Kitano Tsunetomi (北野 恒富; 1880–1947)
- Kitazawa Eigetsu (北澤 映月; 1907–1990)
- Kobayashi Kahaku (小林 柯白; 1896–1943)
- Kobayashi Kokei (小林 古径; 1883–1957)
- Kobori Tomoto (小堀 鞆; 1864–1931)
- Kondō Kōichiro (近藤 浩一郎; 1884–1962)
- Koyama Daigetsu (小山 大月; 1891–1946)
- Kubota Beisen (久保田 米僊; 1852–1906)
- Maeda Seison (前田 青邨; 1885–1977)
- Matsumoto Fūko (松本 楓湖; 1840–1923)
- Mizuno Toshikata (水野 年方; 1866–1908)
- Nagano Sōfū (長野 草風; 1885–1949)
- Nakamura Gakuryō (中村 岳陵; 1890–1969)
- Nakamura Teii (中村 貞以; 1900–1982)
- Ōchi Shōkan (大智 勝観; 1882–1958)
- Ogata Gekkō (尾形 月耕; 1859–1920)
- Ogawa Usen (小川 芋銭; 1868–1938)
- Ogura Yuki (小倉 遊亀; 1895–2000)
- Okumura Togyū (奥村 土牛; 1889–1990)
- Omoda Seiju (小茂田 青樹; 1891–1933)
- Ōta Chōu (太田 聴雨; 1896–1958)
- Saigō Kogetsu (西郷 孤月; 1873–1912)
- Sakai Sanryō (酒井 三郎; 1897–1969)
- Shimomura Kanzan (下村 観山; 1873–1930)
- Shindō Reimei (真藤 黎明; 1897–1978)
- Tanaka Seibyō (田中 青坪; 1903–1994)
- Terasaki Kōgyō (寺崎 広業; 1866–1919)
- Tomita Keisen (富田 渓仙; 1879–1936)
- Tomitori Fūdō (富取 風堂; 1892–1983)
- Tomioka Eisen (富岡 永洗; 1864–1905)
- Yamada Keichū (山田 敬中; 1868–1934)
- Yamamura Kōka (山村 耕花; 1886–1942)
- Yasuda Yukihiko (安田 靫彦; 1884–1978)
- Yokoyama Taikan (横山 大観; 1868–1958)

### Absolventen Yōga
- Adachi Gen’ichirō (足立 源一郎; 1889–1973)
- Koide Narashige (小出 楢重; 1887–1931)
- Kosugi Hōan (小杉 放庵; 1881–1964)
- Kurata Hakuyō (倉田 白羊; 1881–1938)
- Murayama Kaita (村山 槐多; 1896–1919)
- Morita Tsunetomo (森田 恒友; 1881–1933)
- Ōsawa Seiichirō (大澤 鉦一郎; 1893–1973)
- Tsubaki Sadao (椿 貞雄; 1895–1957)
- Yamamoto Kanae (山本 鼎; 1882–1946)
- Yorozu Tetsugorō (萬鉄 五郎; 1885–1927)

### Absolventen Bildhauer
- Fujii Kōyū (藤井 造佑; 1882–1958)
- Hashimoto Heihachi (橋本 平八; 1897–1935)
- Hirakushi Denchū (平櫛 田中; 1872–1979)
- Ishii Tsuruzō (石井 鶴三; 1887–1973)
- Kita Takeshirō (喜多 武四郎; 1897–1970)
- Maki Masao (牧 雅雄; 1888–1935)
- Miyamoto Jūryō (宮本 重良; 1895–1969)
- Naitō Shin (内藤 仲; 1882–1967)
- Nakahara Teijirō (中原 悌二郎; 1888–1921)
- Satō Chōzan (佐藤 朝山; 1888–1963)
- Shimomura Kyotoki (下村 清時; 1866–1922)
- Shinkai Takezō (新海 武蔵; 1897–1968)
- Tobari Kogan (戸張 孤雁; 1882–1927)
- Yamamoto Toyoichi (山本 豊市; 1899–1987)
- Yasuda Ryūmon (保田 龍門; 1891–1965)

### Absolventen Kunsthandwerk
- Namekawa Sadakatsu (滑川 貞勝; 1848–?)
- Niiro Chūnosuke (新納 忠之介; 1868–1954)
- Okabe Kakuya (岡部 覚弥; 1873–1918)
- Rokkaku Shisui (六角 紫水; 1867–1950)